# Nesopachyiulus tiendarius
Nesopachyiulus tiendarius är en mångfotingart som först beskrevs av Carl Graf Attems 1911.  Nesopachyiulus tiendarius ingår i släktet Nesopachyiulus och familjen kejsardubbelfotingar. Inga underarter finns listade i Catalogue of Life.